# Pierre Bénézit
Pour les articles homonymes, voir Bénézit (homonymie).
Pierre Bénézit est un acteur et dramaturge français.

## Biographie
Pierre Bénézit a été formé au conservatoire du 10e arrondissement de Paris par Jean-Louis Bihoreau et Jean-Pierre Martino. Au théâtre, il a notamment travaillé avec Jeremy Banster, Olivier Brunel, Vincent Viotti et François Briault. Il a également collaboré à Naïves Hirondelles de Roland Dubillard, pièce mise en scène par Vincent Debost dans le cadre du festival Dubillard au Théâtre du Rond-Point.
Le 24 avril 2023, lors de la cérémonie de la 34e Nuit des Molières, il fait partie de la troupe de comédiens réunis autour d'Alexis Michalik pour animer la soirée au Théâtre de Paris.
Pierre Bénézit est l'auteur des pièces  Les Hommes préhistoriques sont des cons, Ils ont dû nous oublier et Penser qu’on ne pense à rien c’est déjà penser quelque chose, une pièce « consolatoire face à une mort inéluctable. Si l'on ne peut pas changer la mort, peut-être a-t-on la liberté de s'amuser à changer le regard qu'on y porte. ».

## Théâtre
- 2003 : Naïves Hirondelles, Théâtre du Rond-Point
- 2004 : La Baignoire et les Deux Chaises, Théâtre du Rond-Point
- 2006 : Les hommes préhistoriques sont des cons[3]
- 2006 : La Veuve rusée de Carlo Goldoni. Adaptation : Vincent Viotti
- 2016 : Edmond d’Alexis Michalik, Théâtre du Palais-Royal
- 2017 : Penser qu’on ne pense à rien c’est déjà penser quelque chose, Théâtre de Belleville
- 2019 : Le Cas Eduard Einstein de Laurent Seksik. Mise en scène : Stéphanie Fagadau, Comédie des Champs-Élysées
- 2021 : Saint-Exupéry. Le Mystère de l'aviateur d’Arthur Jugnot et Flavie Péan, Théâtre des Béliers, Festival Off d'Avignon[4]
- 2022 : La Crème de Normandie d'Hervé Devolder, Milena Marinelli, Espace Coluche Plaisir[5].
- 2025 : Numéro 2 de David Foenkinos.

## Filmographie

### Cinéma
- 2005 : C'est gratuit ! de  Thierry Boscheron
- 2008 : La Guerre des miss de Patrice Leconte
- 2010 : Majorité opprimée d'Éléonore Pourriat
- 2010: Les Émotifs anonymes de Jean-Pierre Améris
- 2012 : La banda Picasso de Fernando Colomo
- 2013 : Au bonheur des ogres de Nicolas Bary
- 2016 : Les Têtes de l'emploi de Alexandre Charlot et Franck Magnier
- 2018: Je ne suis pas un homme facile de Éléonore Pourriat
- 2020 : Un vrai bonhomme de Benjamin Parent

### Télévision
- 2013 : VDM, la série
- 2013 : Détectives, épisode 3
- 2013 : RIS police scientifique
- 2016 : Monsieur Paul d'Olivier Schatzky
- 2019 : Balthazar, épisode 10
- 2020-2021 : Ici tout commence : Stéphane Lanneau
- 2021 : Skam France
- 2021 : La Meilleure Version de moi-même de Blanche Gardin
- 2025 : La Rebelle : Les Aventures de la jeune George Sand de Rodolphe Tissot